# Cairu
Cairu este un oraș în unitatea federativă Bahia (BA) din Brazilia.

## Personalități născute aici
- Liédson da Silva Muniz (n. 1977), fotbalist.